# Гібіск
Гібі́ск (частіше Гібіскус) (лат. Hibiscus) — рід рослин родини мальвових. Дикі й окультурені рослини. Переважно чагарники та дерева. Трапляються також багаторічні та однорічні трави.

## Поширення
Поширені у Старому та Новому світі, у субтропіках та тропіках. Культивується у різко-континентальному кліматі.
На території Євразії поширені кілька видів:
- Гібіск сирійський (Hibiscus syriacus) — у південно-східному районі Закавказзя:
- Гібіск трійчастий, або північний (Hibiscus trionum) [syn.  Hibiscus ternatus Cav.], — поширений на Далекому Сході Росії, півдні України й далі до Західної Європи. В останні роки гібіскус деревоподібний поширився на заході України та в південній частині. Особливо гібіскус поширений, в якості декоративної культури, в Чехії та Польщі. У помірному поясі на відкритому повітрі він приживається лише в місцевостях зі слабкими зимами, наприклад на південному березі Криму. У південній Німеччині вони не дуже добре переносять місцевий клімат. Також не особливо добре, але достатньо для визрівання насіння, ці рослини ростуть на південному сході Казахстану.
- Гібіск конопляний, або кенаф (Hibiscus cannabinus).
- Гібіск дереводиний (сирійська троянда)[7] — деревоподібний гібіскус із сімейства Мальви належить до садових різновидів. Це листопадний кущ, що росте в природному середовищі до 6 м у висоту. В  Україні рослина росте  до 1,5 м. Сирійську троянду, або деревоподібний гібіскус, можна зустріти в Китаї, у західній частині Азії, в Кореї. Поширений в якості декоративної рослини в Чехії, Польщі, західній, південні та центральній частині України. Гібіскус вирощують у відкритому ґрунті в місцевості, де не буває суворих зим.

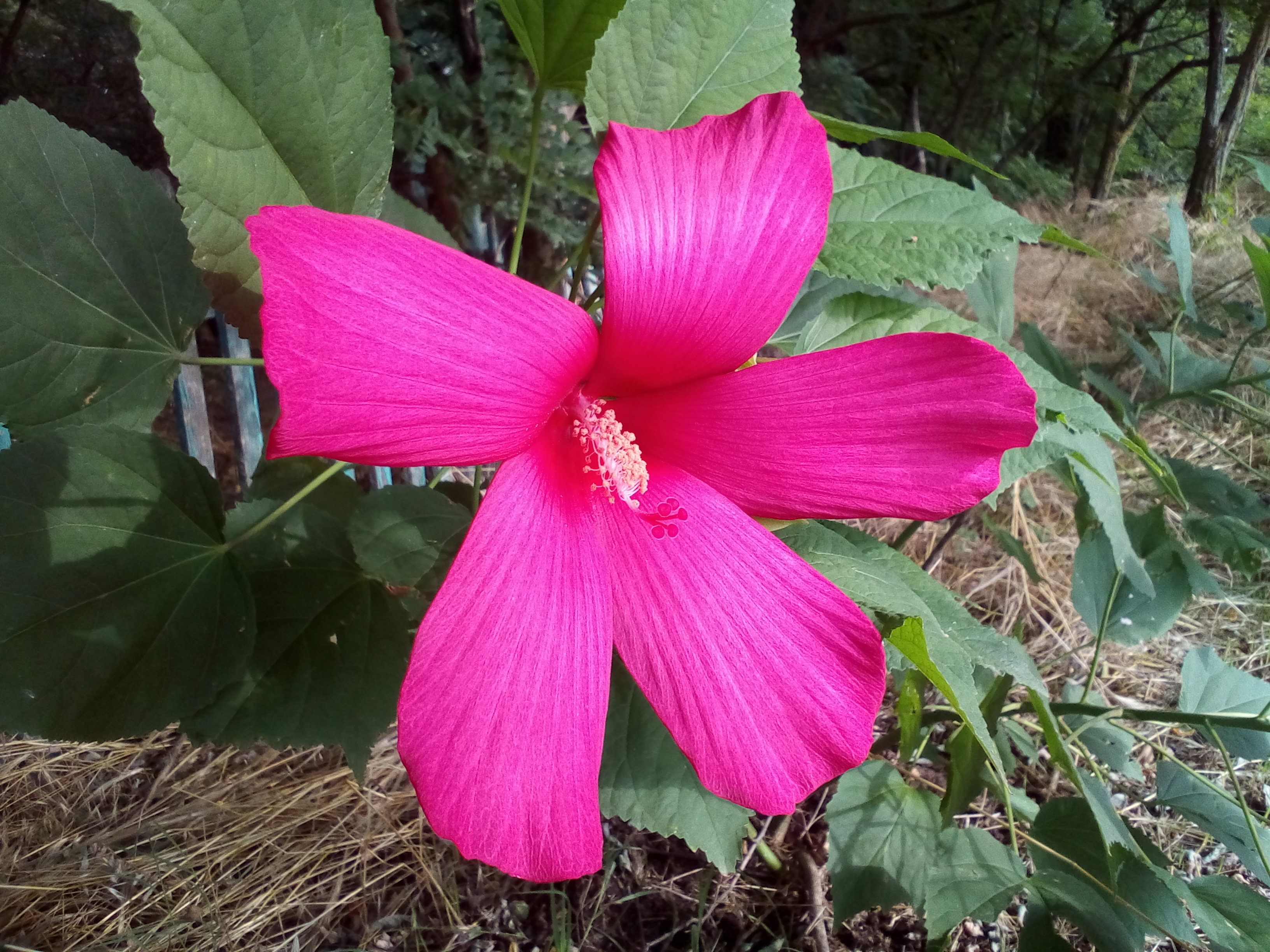
Гібіск. Кінбурнський півострів, Україна.

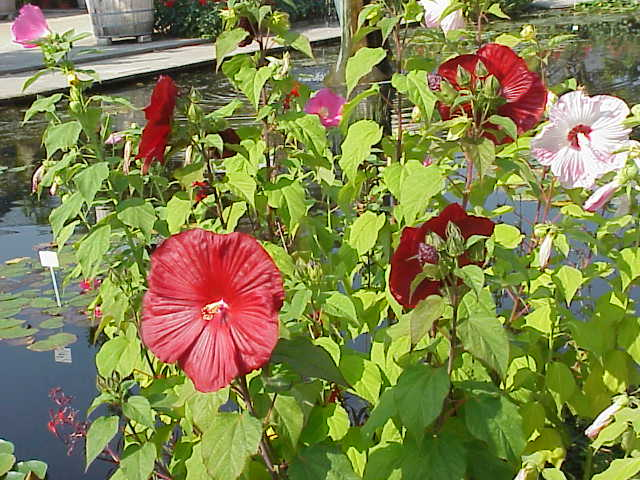
Гібіск болотяний

Найпоширеніший вид — гібіск болотяний (Hibiscus moscheutos) з великими квітами, шириною до 12 см, рожевими, з пурпуровими або карміновими плямами в основі віночка.

## Опис
Гібіски можуть бути кущами, напівкущами, деревами або травами. Листки більш-менш надрізні або цілі, черешчаті. Квітки пазушні, зазвичай поодинокі та іноді скупчені в кінцеву китицю, 5-мірні, двостатеві; у більшості видів великі, витончені, з яскраво забарвленими віночками, які різного кольору, часто з темним центром; чашечка дзвоноподібна, рідше неглибоко чашоподібна або трубчаста, 5-лопатева або 5-зубчаста, стійка. Плід у вигляді коробочки від циліндричної до кулястої форми, що розпадається на 5 стулок із ниркоподібними насінинами, покритими пушком або залозистими волокнами.

## Застосування
З квіток Hibiscus sabdariffa виготовляють напій каркаде. Більшість гібісків давно культивують у садах та оранжереях як декоративні рослини для живих огорож та заради витонченості їх квітів. Є привабливою кімнатною рослиною. Потребує тепло, багато світла та простору. При правильному обрізанні та поливанні може квітнути цілий рік. Найпоширеніша в кімнатній та оранжерейній культурі вид — так звана китайська рожа (Hibiscus  rosa-sinensis). Це чагарник з квітами різних кольорів (часто — червоні), як прості, так і махрові. Батьківщиною його вважають Малайський архіпелаг. У тропіках культивують усюди у садах.
В останні 15 — 20 років виведена величезна кількість сортів гібіску китайської рожі (Hibiscus rosa-sinensis) різноманітної форми та поєднання кольорів. При запиленні використовували гібіски кількох інших видів. Hibiscus moscheutos — трав'янистий багаторічний вид, дуже поширений у субтропічному (і більше південному) кліматі. В останні роки все ширше використовують у садах більш північних районів. Крім перерахованих вище, відомо ще кілька десятків видів та сортів, які використовують не лише як декоративні рослини. Наприклад, гібіск конопляний, або кенаф (Hibiscus cannabinus), дає добрий прядильний матеріал, для чого його й розводить у багатьох тропічних країнах.

## Види
Рід включає понад 150 видів.
Список видів:
- Hibiscus acetosella Welw. ex Hiern
- Hibiscus altissimus Hornby
- Hibiscus amoenus Link & Otto
- Hibiscus aneuthe Craven et al.
- Hibiscus aphelus Craven et al.
- Hibiscus aponeurus Sprague & Hutch.
- Hibiscus arnhemensis F.D.Wilson
- Hibiscus asper Hook.f.
- Hibiscus bacalusius Craven et al.
- Hibiscus berberidifolius A.Rich.
- Hibiscus bifurcatus Cav.
- Hibiscus brackenridgei A.Gray
- Hibiscus byrnesii F.D.Wilson
- Hibiscus calyphyllus Cav.
- Hibiscus cameronii Knowles & Westc.
- Hibiscus cannabinus L. — Гібіск конопляний
- Hibiscus cardiophyllus A.Gray
- Hibiscus clayi O.Deg. & I.Deg.
- Hibiscus coccineus Walter
- Hibiscus costatus A.Rich.
- Hibiscus coulteri Harv. ex A.Gray
- Hibiscus cryptocarpus (Walp.) A.Rich.
- Hibiscus dasycalyx S.F.Blake & Shiller
- Hibiscus denudatus Benth.
- Hibiscus diversifolius Jacq.
- Hibiscus dongolensis Caill. ex Delile
- Hibiscus drummondii Turcz.
- Hibiscus engleri K.Schum.
- Hibiscus fallax Craven et al.
- Hibiscus flavifolius Ulbr.
- Hibiscus fryxellii Mabb.
- Hibiscus furcatus Willd.
- Hibiscus furcellatus Desr.
- Hibiscus gilletii De Wild.
- Hibiscus goldsworthii F.Muell.
- Hibiscus greenwayi Baker f.
- Hibiscus heterophyllus Vent.
- Hibiscus indicus (Burm.f.) Hochr.
- Hibiscus kitaibelifolius A.St.-Hil.
- Hibiscus kokio Hillebr. ex Wawra
- Hibiscus laevis All.
- Hibiscus lasiocarpos Cav.
- Hibiscus lavateroides Moric.
- Hibiscus liliiflorus Cav.
- Hibiscus lobatus (Murray) Kuntze
- Hibiscus ludwigii Eckl. & Zeyh.
- Hibiscus lunariifolius Willd.
- Hibiscus macranthus Hochst. ex A.Rich.
- Hibiscus marenitensis Craven et al.
- Hibiscus mastersianus Hiern
- Hibiscus mechowii Garcke
- Hibiscus menzeliae F.D.Wilson & Byrnes
- Hibiscus meraukensis Hochr.
- Hibiscus micranthus L.f.
- Hibiscus minutibracteolus F.D.Wilson
- Hibiscus moscheutos L.
- Hibiscus mutabilis L. — Гібіск мінливий
- Hibiscus nigricaulis Baker f.
- Hibiscus panduriformis Burm.f.
- Hibiscus paramutabilis L.H.Bailey
- Hibiscus pedunculatus L.f.
- Hibiscus pernambucensis Arruda
- Hibiscus physaloides Guill. & Perr.
- Hibiscus platanifolius (Willd.) Sweet
- Hibiscus platycalyx Mast.
- Hibiscus ponticus Rupr.
- Hibiscus pusillus Thunb.
- Hibiscus radiatus Cav.
- Hibiscus reflexus Craven et al.
- Hibiscus rosa-sinensis L. — Гібіск китайська рожа
- Hibiscus rostellatus Guill. & Perr.
- Hibiscus sabdariffa L. — Розелла, або Гібіск сабдаріфа
- Hibiscus saponarius Craven
- Hibiscus schinzii Gürke
- Hibiscus schizopetalus (Mast.) Hook.f.
- Hibiscus scottii Balf.f.
- Hibiscus sinosyriacus L.H.Bailey
- Hibiscus sororius L.
- Hibiscus spathulatus Garcke
- Hibiscus splendens Fraser ex Graham
- Hibiscus squarrulosus Craven et al.
- Hibiscus stewartii Craven et al.
- Hibiscus striatus Cav.
- Hibiscus sturtii Hook.
- Hibiscus sudanensis Hochr.
- Hibiscus surattensis L.
- Hibiscus syriacus L. — Гібіск сирійський
- Hibiscus trionum L. — Гібіск трійчастий
- Hibiscus uncinellus DC.
- Hibiscus vitifolius L.
- Hibiscus waimeae A.Heller
- Hibiscus zonatus F.Muell.

Деякі види, що раніше зараховували до гібіску, нині відносять до інших родів, наприклад, вид бамія їстівна Abelmoschus esculentus (L.) Moench до 1794 описували як Hibiscus esculentus.